# Calificările pentru Campionatul Mondial de Fotbal 2014 (UEFA)
Calificările din zona europeană pentru Campionatul Mondial de Fotbal 2014 vor decide echipele participante la turneul final din Brazilia. Ca în turneele recente, UEFA va contribui cu 13 echipe la faza finală a competiției. Acestea vor fi nouă câștigătoare de grupe de calificare și cele patru câștigătoare ale play-off-urilor dintre locurile doi.

## Format
Toate cele 53 de echipe naționale membre UEFA au intrat în calificări, iar 13 dintre acestea se vor califica la Campionatul Mondial de Fotbal 2014. Tragerea la sorți pentru grupele de calificare a fost ținută la Marina da Glória în Rio de Janeiro, Brazilia pe 30 iulie 2011. Formatul de calificare este același ca în 2010. Echipele au fost introduse în opt grupe de câte șase echipe și o grupă de cinci, cu nouă câștigătoare de grupă care se vor califica direct la turneul final. Cele mai bune opt locuri doi vor juca în play-off.

## Urnele valorice
Clasamentul FIFA din iulie 2011 a fost folosit pentru a pune echipele în urne. Luând în considerare situațiile politice delicate dintre Armenia și Azerbaijan și cele dintre Rusia și Georgia, UEFA a cerut FIFA să mențină politica actuală a UEFA de a nu pune respectivele echipe în aceeași grupă – chiar dacă Armenia și Azerbaijan erau în aceeași urnă și nu puteau fi în aceeași grupă. Mecanismul de a ține Rusia și Georgia separate a fost confirmat de Comitetul de Organizare FIFA pe 29 iulie 2011.
Echipele au fost introduse în urne după cum urmează (Poziția în clasamentul FIFA din iulie 2011 este între paranteze)
| Urna 1 | Urna 2 | Urna 3 |
| --- | --- | --- |
| Spania (1) · Țările de Jos (2) · Germania (3) · Anglia (6) · Portugalia (7) · Italia (8) · Croația (9) · Norvegia (12) · Grecia (13)          | Franța (15) · Muntenegru (17) · Rusia (18) · Suedia (19) · Danemarca (21) · Slovenia (22) · Turcia (24) · Serbia (27) · Slovacia (29)                                | Elveția (30) · Israel (32) · Republica Irlanda (33) · Belgia (37) · Cehia (38) · Bosnia și Herțegovina (41) · Belarus (42) · Ucraina (45) · Ungaria (47) |
| Urna 4 | Urna 5 | Urna 6 |
| Bulgaria (48) · România (53) · Georgia (57) · Lituania (58) · Albania (59) · Scoția (61) · Irlanda de Nord (62) · Austria (66) · Polonia (69) | Armenia (70) · Finlanda (75) · Estonia (79) · Cipru (80) · Letonia (83) · Republica Moldova (85) · Macedonia de Nord (96) · Azerbaidjan (111) · Insulele Feroe (112) | Țara Galilor (112) · Liechtenstein (118) · Islanda (121) · Kazahstan (126) · Luxemburg (128) · Malta (173) · Andorra (203) · San Marino (203)            |

## Prima rundă
Meciurile sunt programate să fie jucate între 7 septembrie 2012 și 15 octombrie 2013. Un program inițial care include meciurile dinainte de această dată nu a fost ratificat de FIFA.

### Grupe

#### Grupa A
| Echipa            | MJ | V | E | Î | GM | GP | G   | Pct |
| ----------------- | -- | - | - | - | -- | -- | --- | --- |
| Belgia            | 10 | 8 | 2 | 0 | 18 | 4  | +14 | 26  |
| Croația           | 10 | 5 | 2 | 3 | 12 | 9  | +3  | 17  |
| Serbia            | 10 | 4 | 2 | 4 | 18 | 11 | +7  | 14  |
| Scoția            | 10 | 3 | 2 | 5 | 8  | 12 | −4  | 11  |
| Țara Galilor      | 10 | 3 | 1 | 6 | 9  | 20 | −11 | 10  |
| Macedonia de Nord | 10 | 2 | 1 | 7 | 7  | 16 | −9  | 7   |

|                   | Belgia | Croația | Macedonia de Nord | Scoția | Serbia | Țara Galilor |
| ----------------- | ------ | ------- | ----------------- | ------ | ------ | ------------ |
| Belgia            | —      | 1–1     | 1–0               | 2–0    | 2–1    | 1–1          |
| Croația           | 1–2    | —       | 1–0               | 0–1    | 2–0    | 2–0          |
| Macedonia de Nord | 0–2    | 1–2     | —                 | 1–2    | 1–0    | 2–1          |
| Scoția            | 0–2    | 2–0     | 1–1               | —      | 0–0    | 1–2          |
| Serbia            | 0–3    | 1–1     | 5–1               | 2–0    | —      | 6–1          |
| Țara Galilor      | 0–2    | 1–2     | 1–0               | 2–1    | 0–3    | —            |

#### Grupa B
| Echipa    | MJ | V | E | Î | GM | GP | G   | Pct |
| --------- | -- | - | - | - | -- | -- | --- | --- |
| Italia    | 10 | 6 | 4 | 0 | 19 | 9  | +10 | 22  |
| Danemarca | 10 | 4 | 4 | 2 | 17 | 12 | +5  | 16  |
| Cehia     | 10 | 4 | 3 | 3 | 13 | 9  | +4  | 15  |
| Bulgaria  | 10 | 3 | 4 | 3 | 14 | 9  | +5  | 13  |
| Armenia   | 10 | 4 | 1 | 5 | 12 | 13 | −1  | 13  |
| Malta     | 10 | 1 | 0 | 9 | 5  | 28 | −23 | 3   |

|           | Armenia | Bulgaria | Cehia | Danemarca | Italia | Malta |
| --------- | ------- | -------- | ----- | --------- | ------ | ----- |
| Armenia   | —       | 2–1      | 0–3   | 0–1       | 1–3    | 0–1   |
| Bulgaria  | 1–0     | —        | 0–1   | 1–1       | 2–2    | 6–0   |
| Cehia     | 1–2     | 0–0      | —     | 0–3       | 0–0    | 3–1   |
| Danemarca | 0–4     | 1–1      | 0–0   | —         | 2–2    | 6–0   |
| Italia    | 2–2     | 1–0      | 2–1   | 3–1       | —      | 2–0   |
| Malta     | 0–1     | 1–2      | 1–4   | 1–2       | 0–2    | —     |

#### Grupa C
| Echipa            | MJ | V | E | Î | GM | GP | G   | Pct |
| ----------------- | -- | - | - | - | -- | -- | --- | --- |
| Germania          | 10 | 9 | 1 | 0 | 36 | 10 | +26 | 28  |
| Suedia            | 10 | 6 | 2 | 2 | 19 | 14 | +5  | 20  |
| Austria           | 10 | 5 | 2 | 3 | 20 | 10 | +10 | 17  |
| Republica Irlanda | 10 | 4 | 2 | 4 | 16 | 17 | −1  | 14  |
| Kazahstan         | 10 | 1 | 2 | 7 | 6  | 21 | −15 | 5   |
| Insulele Feroe    | 10 | 0 | 1 | 9 | 4  | 29 | −25 | 1   |

|                   | Austria | Insulele Feroe | Germania | Kazahstan | Republica Irlanda | Suedia |
| ----------------- | ------- | -------------- | -------- | --------- | ----------------- | ------ |
| Austria           | —       | 6–0            | 1–2      | 4–0       | 1–0               | 2–1    |
| Insulele Feroe    | 0–3     | —              | 0–3      | 1–1       | 1–4               | 1–2    |
| Germania          | 3–0     | 3–0            | —        | 4–1       | 3–0               | 4–4    |
| Kazahstan         | 0–0     | 2–1            | 0–3      | —         | 1–2               | 0–1    |
| Republica Irlanda | 2–2     | 3–0            | 1–6      | 3–1       | —                 | 1–2    |
| Suedia            | 2–1     | 2–0            | 3–5      | 2–0       | 0–0               | —      |

#### Grupa D
| Echipa        | MJ | V | E | Î  | GM | GP | G   | Pct |
| ------------- | -- | - | - | -- | -- | -- | --- | --- |
| Țările de Jos | 10 | 9 | 1 | 0  | 34 | 5  | +29 | 28  |
| România       | 10 | 6 | 1 | 3  | 19 | 12 | +7  | 19  |
| Ungaria       | 10 | 5 | 2 | 3  | 21 | 20 | +1  | 17  |
| Turcia        | 10 | 5 | 1 | 4  | 16 | 9  | +7  | 16  |
| Estonia       | 10 | 2 | 1 | 7  | 6  | 20 | −14 | 7   |
| Andorra       | 10 | 0 | 0 | 10 | 0  | 30 | −30 | 0   |

|               | Andorra | Estonia | Ungaria | Țările de Jos | România | Turcia |
| ------------- | ------- | ------- | ------- | ------------- | ------- | ------ |
| Andorra       | —       | 0–1     | 0–5     | 0–2           | 0–4     | 0–2    |
| Estonia       | 2–0     | —       | 0–1     | 2–2           | 0–2     | 0–2    |
| Ungaria       | 2–0     | 5–1     | —       | 1–4           | 2–2     | 3–1    |
| Țările de Jos | 3–0     | 3–0     | 8–1     | —             | 4–0     | 2–0    |
| România       | 4–0     | 2–0     | 3–0     | 1–4           | —       | 0–2    |
| Turcia        | 5–0     | 3–0     | 1–1     | 0–2           | 0–1     | —      |

#### Grupa E
| Echipa   | MJ | V | E | Î | GM | GP | G   | Pct |
| -------- | -- | - | - | - | -- | -- | --- | --- |
| Elveția  | 10 | 7 | 3 | 0 | 17 | 6  | +11 | 24  |
| Islanda  | 10 | 5 | 2 | 3 | 17 | 15 | +2  | 17  |
| Slovenia | 10 | 5 | 0 | 5 | 14 | 11 | +3  | 15  |
| Norvegia | 10 | 3 | 3 | 4 | 10 | 13 | −3  | 12  |
| Albania  | 10 | 3 | 2 | 5 | 9  | 11 | −2  | 11  |
| Cipru    | 10 | 1 | 2 | 7 | 4  | 15 | −11 | 5   |

|          | Albania | Cipru | Islanda | Norvegia | Slovenia | Elveția |
| -------- | ------- | ----- | ------- | -------- | -------- | ------- |
| Albania  | —       | 3–1   | 1–2     | 1–1      | 1–0      | 1–2     |
| Cipru    | 0–0     | —     | 1–0     | 1–3      | 0–2      | 0–0     |
| Islanda  | 2–1     | 2–0   | —       | 2–0      | 2–4      | 0–2     |
| Norvegia | 0–1     | 2–0   | 1–1     | —        | 2–1      | 0–2     |
| Slovenia | 1–0     | 2–1   | 1–2     | 3–0      | —        | 0–2     |
| Elveția  | 2–0     | 1–0   | 4–4     | 1–1      | 1–0      | —       |

#### Grupa F
| Echipa          | MJ | V | E | Î | GM | GP | G   | Pct |
| --------------- | -- | - | - | - | -- | -- | --- | --- |
| Rusia           | 10 | 7 | 1 | 2 | 20 | 5  | +15 | 22  |
| Portugalia      | 10 | 6 | 3 | 1 | 20 | 9  | +11 | 21  |
| Israel          | 10 | 3 | 5 | 2 | 19 | 14 | +5  | 14  |
| Azerbaidjan     | 10 | 1 | 6 | 3 | 7  | 11 | −4  | 9   |
| Irlanda de Nord | 10 | 1 | 4 | 5 | 9  | 17 | −8  | 7   |
| Luxemburg       | 10 | 1 | 3 | 6 | 7  | 26 | −19 | 6   |

|                 | Azerbaidjan | Israel | Luxemburg | Irlanda de Nord | Portugalia | Rusia |
| --------------- | ----------- | ------ | --------- | --------------- | ---------- | ----- |
| Azerbaidjan     | —           | 1–1    | 1–1       | 2–0             | 0–2        | 1–1   |
| Israel          | 1–1         | —      | 3–0       | 1–1             | 3–3        | 0–4   |
| Luxemburg       | 0–0         | 0–6    | —         | 3–2             | 1–2        | 0–4   |
| Irlanda de Nord | 1–1         | 0–2    | 1–1       | —               | 2–4        | 1–0   |
| Portugalia      | 3–0         | 1–1    | 3–0       | 1–1             | —          | 1–0   |
| Rusia           | 1–0         | 3–1    | 4–1       | 2–0             | 1–0        | —     |

#### Grupa G
| Echipa                | MJ | V | E | Î | GM | GP | G   | Pct |
| --------------------- | -- | - | - | - | -- | -- | --- | --- |
| Bosnia și Herțegovina | 10 | 8 | 1 | 1 | 30 | 6  | +24 | 25  |
| Grecia                | 10 | 8 | 1 | 1 | 12 | 4  | +8  | 25  |
| Slovacia              | 10 | 3 | 4 | 3 | 11 | 10 | +1  | 13  |
| Lituania              | 10 | 3 | 2 | 5 | 9  | 11 | −2  | 11  |
| Letonia               | 10 | 2 | 2 | 6 | 10 | 20 | −10 | 8   |
| Liechtenstein         | 10 | 0 | 2 | 8 | 4  | 25 | −21 | 2   |

|                       | Bosnia și Herțegovina | Grecia | Letonia | Liechtenstein | Lituania | Slovacia |
| --------------------- | --------------------- | ------ | ------- | ------------- | -------- | -------- |
| Bosnia și Herțegovina | —                     | 3–1    | 4–1     | 4–1           | 3–0      | 0–1      |
| Grecia                | 0–0                   | —      | 1–0     | 2–0           | 2–0      | 1–0      |
| Letonia               | 0–5                   | 1–2    | —       | 2–0           | 2–1      | 2–2      |
| Liechtenstein         | 1–8                   | 0–1    | 1–1     | —             | 0–2      | 1–1      |
| Lituania              | 0–1                   | 0–1    | 2–0     | 2–0           | —        | 1–1      |
| Slovacia              | 1–2                   | 0–1    | 2–1     | 2–0           | 1–1      | —        |

#### Grupa H
| Echipa            | MJ | V | E | Î  | GM | GP | DG  | Pct |
| ----------------- | -- | - | - | -- | -- | -- | --- | --- |
| Anglia            | 10 | 6 | 4 | 0  | 31 | 4  | +27 | 22  |
| Ucraina           | 10 | 6 | 3 | 1  | 28 | 4  | +24 | 21  |
| Muntenegru        | 10 | 4 | 3 | 3  | 18 | 17 | +1  | 15  |
| Polonia           | 10 | 3 | 4 | 3  | 18 | 12 | +6  | 13  |
| Republica Moldova | 10 | 3 | 2 | 5  | 12 | 17 | −5  | 11  |
| San Marino        | 10 | 0 | 0 | 10 | 1  | 54 | −53 | 0   |

|                   | Anglia | Republica Moldova | Muntenegru | Polonia | San Marino | Ucraina |
| ----------------- | ------ | ----------------- | ---------- | ------- | ---------- | ------- |
| Anglia            | —      | 4–0               | 4–1        | 2–0     | 5–0        | 1–1     |
| Republica Moldova | 0–5    | —                 | 0–1        | 1–1     | 3–0        | 0–0     |
| Muntenegru        | 1–1    | 2–5               | —          | 2–2     | 3–0        | 0–4     |
| Polonia           | 1–1    | 2–0               | 1–1        | —       | 5–0        | 1–3     |
| San Marino        | 0–8    | 0–2               | 0–6        | 1–5     | —          | 0–8     |
| Ucraina           | 0–0    | 2–1               | 0–1        | 1–0     | 9–0        | —       |

#### Grupa I
| Echipa   | MJ | V | E | Î | GM | GP | G   | Pct |
| -------- | -- | - | - | - | -- | -- | --- | --- |
| Spania   | 8  | 6 | 2 | 0 | 14 | 3  | +11 | 20  |
| Franța   | 8  | 5 | 2 | 1 | 15 | 6  | +9  | 17  |
| Finlanda | 8  | 2 | 3 | 3 | 5  | 9  | −4  | 9   |
| Georgia  | 8  | 1 | 2 | 5 | 3  | 10 | −7  | 5   |
| Belarus  | 8  | 1 | 1 | 6 | 7  | 16 | −9  | 4   |

|          | Belarus | Finlanda | Franța | Georgia | Spania |
| -------- | ------- | -------- | ------ | ------- | ------ |
| Belarus  | —       | 1–1      | 2–4    | 2–0     | 0–4    |
| Finlanda | 1–0     | —        | 0–1    | 1–1     | 0–2    |
| Franța   | 3–1     | 3–0      | —      | 3–1     | 0–1    |
| Georgia  | 1–0     | 0–1      | 0–0    | —       | 0–1    |
| Spania   | 2–1     | 1–1      | 1–1    | 2–0     | —      |

### Clasamentul locurilor doi
Deoarece o grupă are cu o echipă mai puțin decât celelalte, meciurile împotriva echipei clasate pe locul șase din fiecare grupă nu sunt incluse în acest clasament. Ca rezultat, opt meciuri jucate de către fiecare echipă vor conta în realizarea clasamentului.
Cele mai bune opt locuri doi vor fi determinate de acești parametri în această ordine:
1. Numărul mai mare de puncte
2. Golaverajul
3. Numărul mai mare de goluri marcate

| Grupă | Echipa     | MJ | V | E | Î | GM | GP | Glv | Pts |
| ----- | ---------- | -- | - | - | - | -- | -- | --- | --- |
| G     | România    | 8  | 6 | 1 | 1 | 9  | 4  | +5  | 19  |
| I     | Franța     | 8  | 5 | 2 | 1 | 15 | 6  | +9  | 17  |
| F     | Portugalia | 8  | 4 | 3 | 1 | 15 | 8  | +7  | 15  |
| H     | Ucraina    | 8  | 4 | 3 | 1 | 11 | 4  | +7  | 15  |
| C     | Suedia     | 8  | 4 | 2 | 2 | 15 | 13 | +2  | 14  |
| E     | Islanda    | 8  | 4 | 2 | 2 | 15 | 14 | +1  | 14  |
| D     | Grecia     | 8  | 4 | 1 | 3 | 11 | 12 | −1  | 13  |
| A     | Croația    | 8  | 3 | 2 | 3 | 9  | 8  | +1  | 11  |
| B     | Danemarca  | 8  | 2 | 4 | 2 | 9  | 11 | −2  | 10  |

## A doua rundă
Cele mai bune opt locuri doi vor concura în a doua rundă. Cele opt echipe vor fi împărțite în 4 serii de meciuri acasă-deplasare. Cele patru câștigătoare se vor califica la turneul final. Nu a fost făcută nicio referire în legătură cu data tragerii la sorți.

### Tragerea la sorți
Data tragerii la sorți, locul și procedura pentru Runda Doi vor fi confirmate la sfârșitul Rundei Unu de către Comitetul de Organizare pentru Campionatul Mondial de Fotbal 2014.

### Meciuri
Meciurile sunt programate să se dispute pe 15 și 19 noiembrie 2013.
| Echipa 1   | Scor gen. | Echipa 2 | Tur | Retur |
| ---------- | --------- | -------- | --- | ----- |
| Portugalia | 4–2       | Suedia   | 1–0 | 3–2   |
| Ucraina    | 2–3       | Franța   | 2–0 | 0–3   |
| Grecia     | 4–2       | România  | 3–1 | 1–1   |
| Islanda    | 0–2       | Croația  | 0–0 | 0–2   |